# Ellinikós Stratós
L'Esercito ellenico (in greco Ελληνικός Στρατός?, Ellinikós Stratós, talvolta abbreviato come ΕΣ), formato nel 1828, è la forza terrestre della Grecia. Il termine ellenico è il sinonimo indigeno di greco. L'esercito ellenico è il più grande delle tre armi delle forze armate greche, costituite anche dall'Aeronautica greca (HAF) e dalla Marina ellenica (PN). L'esercito è comandato dal capo di stato maggiore dell'esercito ellenico (GES), che a sua volta è sotto il comando dello Stato maggiore della difesa nazionale ellenica (GEEA)
Il motto dell'Esercito greco è «Ἐλεύθερον τὸ Εὔψυχον» (Eleútheron tò Eúpsychon), "la Libertà viene dal Valore", dalla Storie della Guerra del Peloponneso (2.43.4) di Tucidide. Lo stemma dell'esercito ellenico è l'aquila bicipite con una croce greca al centro, che rappresenta i legami tra la Grecia moderna, la Chiesa greco-ortodossa e l'Impero bizantino.
L'esercito ellenico è anche il principale contributore e la "nazione guida" del Gruppo tattico dei Balcani, una forza combinata di risposta rapida sotto la struttura del Gruppo tattico dell'UE.

## Missione
Le principali missioni dell'Esercito ellenico sono la difesa dell'indipendenza e dell'integrità dello Stato, la salvaguardia del territorio nazionale e il contributo decisivo al raggiungimento degli obiettivi politici del Paese.
Durante il tempo di pace l'esercito ha i seguenti obiettivi principali:
- Il mantenimento di un'elevata prontezza operativa per la prevenzione e il confronto efficace di pericoli e minacce, nonché la garanzia di capacità di risposta rapida.
- Il contributo alla pace ed alla sicurezza internazionali.
- Il contributo alle attività di aiuto sociale e il supporto dei servizi statali per il confronto delle situazioni di emergenza.

## Storia

### Le origini

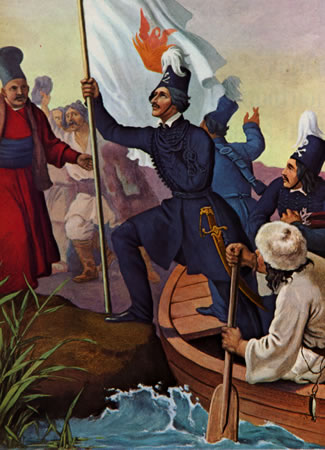
Alessandro Ypsilanti (in uniforme del Battaglione sacro) attraversa il Pruth, iniziando la guerra d'indipendenza greca. Dipinto di Peter von Hess
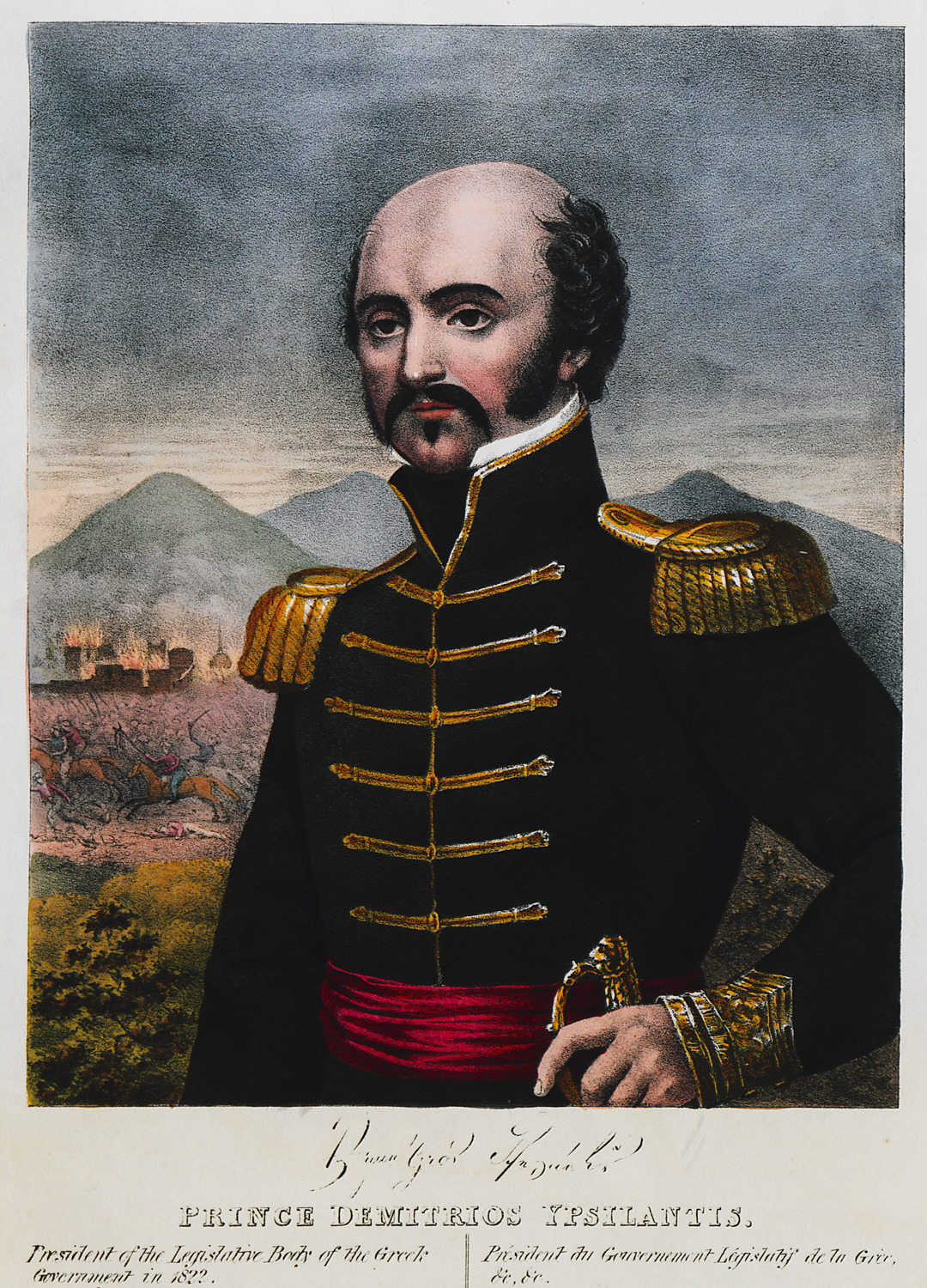
Demetrio Ypsilanti fu comandante delle forze tattiche greche durante la battaglia di Petra (1829), battaglia finale della guerra d'indipendenza
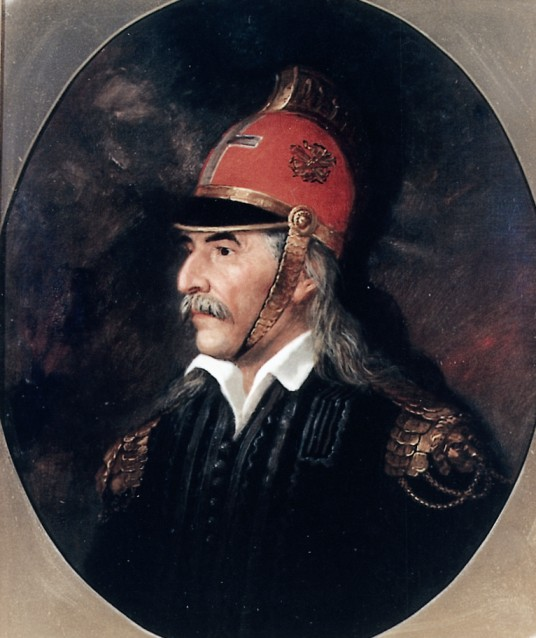
Theodoros Kolokotronis, il più importante comandante delle forze irregolari greche durante la Rivoluzione
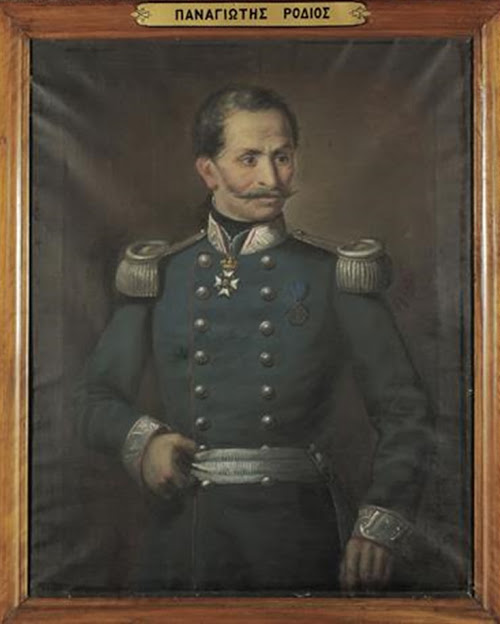
Panagiotis Rodios (Παναγιώτης Ρόδιος), come colonnello dell'esercito, uno dei primi sostenitori della creazione dell'esercito regolare durante la Rivoluzione

L'esercito ellenico trae la sua origine dalle unità regolari istituite dal governo provvisorio greco durante la guerra d'indipendenza greca (1821–1829). Le prime di queste unità, un reggimento di fanteria e una piccola batteria d'artiglieria, vennero istituite nell'aprile 1822 e comandate da filelleni europei (come Joseph Balestra ed altri). La mancanza di fondi tuttavia ne costrinse lo scioglimento poco dopo e fu solo nel luglio 1824 che le unità regolari vennero riformate, sotto il colonnello greco Panagiotis Rodios. Nel maggio 1825 venne approvata la prima legge sulla coscrizione e il comando di tutte le forze regolari venne affidato al colonnello francese Charles Fabvier. Sotto Fabvier, il corpo regolare si espanse e per la prima volta arrivò a includere la cavalleria, i distaccamenti musicali militari e, con l'aiuto di Lord Byron, gli ospedali militari.
Il governatorato di Giovanni Capodistria (1828–1831) vide una drastica riorganizzazione dell'esercito nazionale: vennero creati un Segretariato per gli affari dell'esercito e della marina e l'Accademia dell'esercito ellenico, venne fondato il Genio dell'esercito (28 luglio 1829), e venne fatto uno sforzo concertato per riformare le varie forze irregolari in battaglioni regolari di fanteria leggera. Durante questi primi anni, l'influenza francese pervase l'esercito regolare greco, sia nella tattica che nell'aspetto, poiché la maggior parte degli istruttori erano francesi, prima finelleni e successivamente ufficiali al servizio del corpo di spedizione del generale Maison.
Dopo l'assassinio di Kapodistrias nel 1831 e nei successivi disordini interni nei due anni successivi, tuttavia, l'esercito regolare cessò quasi di esistere. Il primo re del nuovo regno greco indipendente, il principe bavarese Ottone, inizialmente fece affidamento su un contingente tedesco di 4.000 uomini. Il governo reale ristabilì l'esercito regolare e dissolse le forze irregolari che avevano in gran parte combattuto la guerra d'indipendenza. Dopo la cacciata di Otto nel 1862, l'esercito continuò a fare affidamento sullo statuto dell'organizzazione dell'esercito del 1833. L'esercito reale greco nel 1860 era di circa 200.000 uomini. Le prime grandi riforme vennero intraprese nel 1877, in risposta alla crisi balcanica che alla fine portò alla guerra russo-turca del 1877-1878. Tra le altre misure, per la prima volta l'esercito ellenico venne brevemente suddiviso in divisioni e brigate. La coscrizione universale venne introdotta nel 1879 e, sotto la guida di Charilaos Trikoupis, nel 1882-1885 vennero intraprese importanti iniziative per migliorare l'addestramento e l'istruzione del corpo degli ufficiali: una missione militare francese venne chiamata in Grecia, vennero fondate nuove scuole, ufficiali greci furono mandati all'estero per studi e vennero fatti sforzi per far sì che gli ufficiali in servizio attivo si astenessero dal partecipare alla politica e si concentrassero sui loro doveri professionali. L'esercito subì anche le sue prime mobilitazioni, nel luglio 1880 – aprile 1882 a causa dell'annessione greca della Tessaglia, e di nuovo nel settembre 1885 – maggio 1886, quando la Bulgaria annesse la Rumelia orientale. Il grande onere finanziario di questi lunghi periodi di mobilitazione, tuttavia, esaurì l'erario pubblico e bloccò il processo di riforma. Il risultato fu che l'esercito ellenico era del tutto impreparato alla guerra allo scoppio della guerra greco-turca del 1897: piani, fortificazioni ed armi erano inesistenti, la massa del corpo degli ufficiali era inadatta ai suoi compiti e l'addestramento era inadeguato. Di conseguenza, le forze ottomane numericamente superiori, meglio organizzate, equipaggiate e guidate spinsero le forze greche a sud della Tessaglia.

### La decade di guerre (1912–1922)

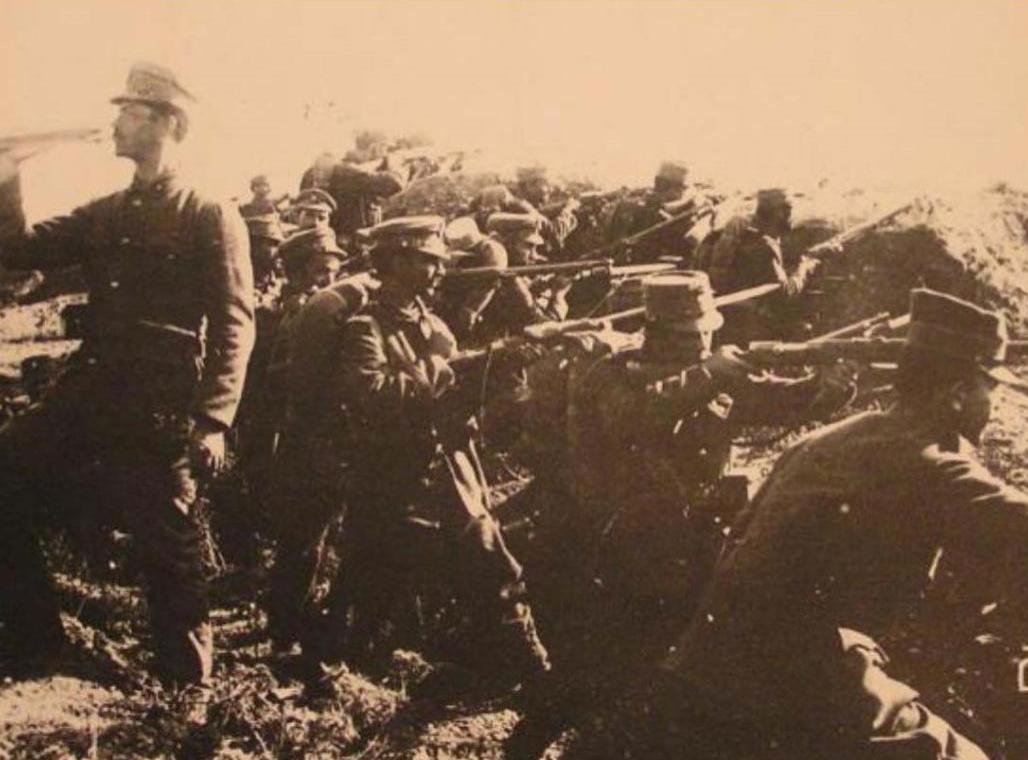
La fanteria greca si prepara a lanciare un attacco alla battaglia di Bizani (1913)

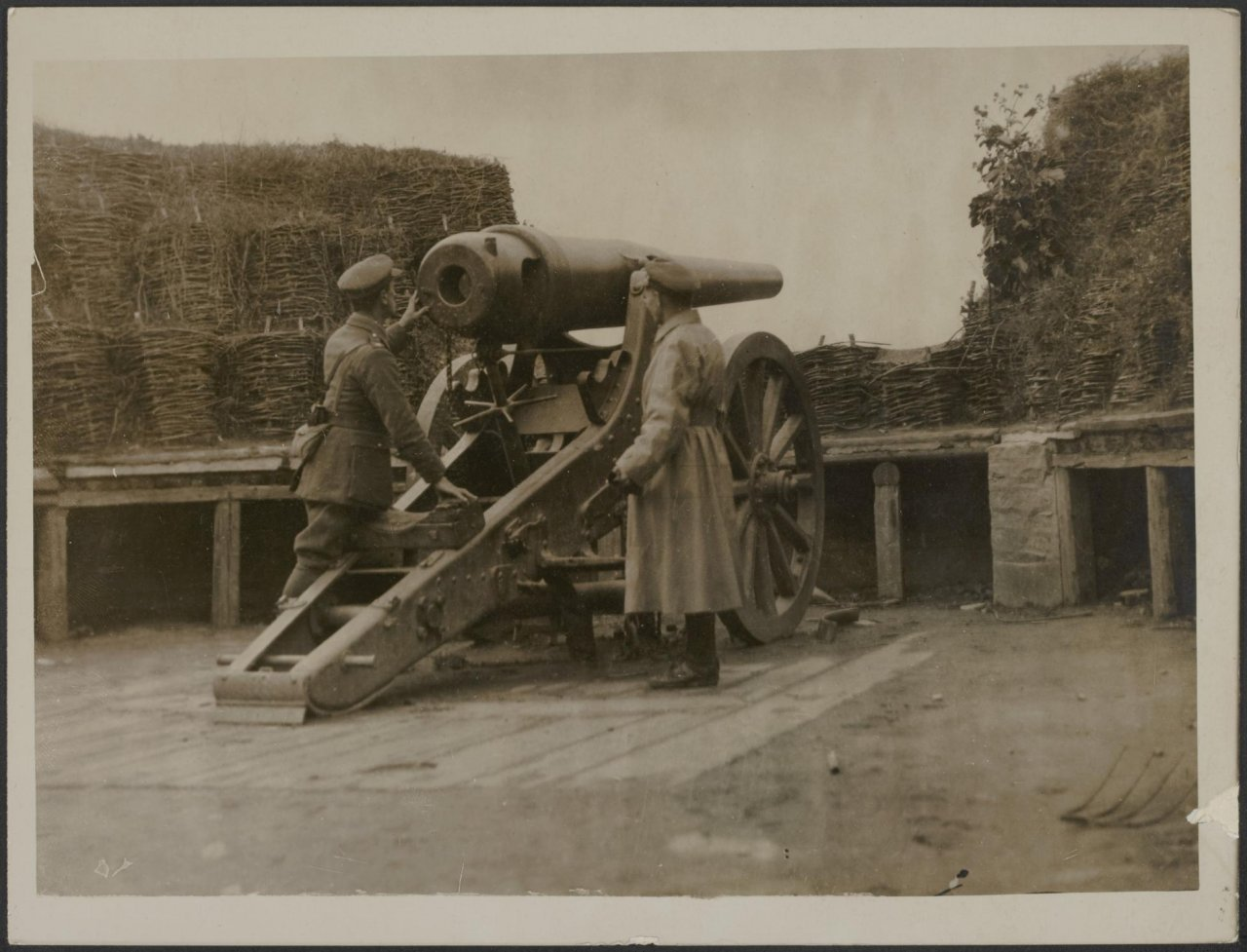
Cannone dell'artiglieria greca al fronte macedone durante la prima guerra mondiale

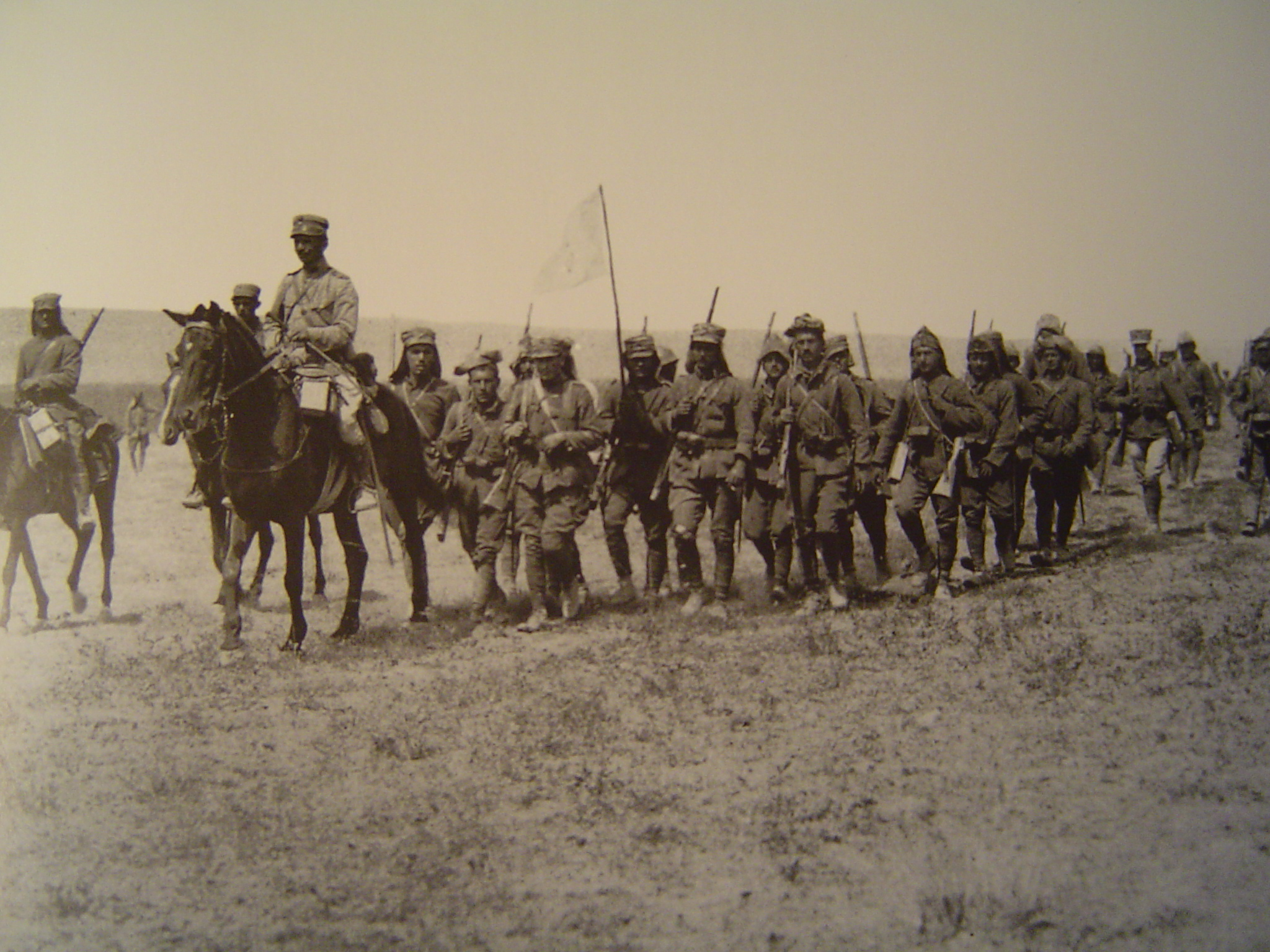
La fanteria greca marcia attraverso la steppa durante la guerra greco-turca (1919-22)

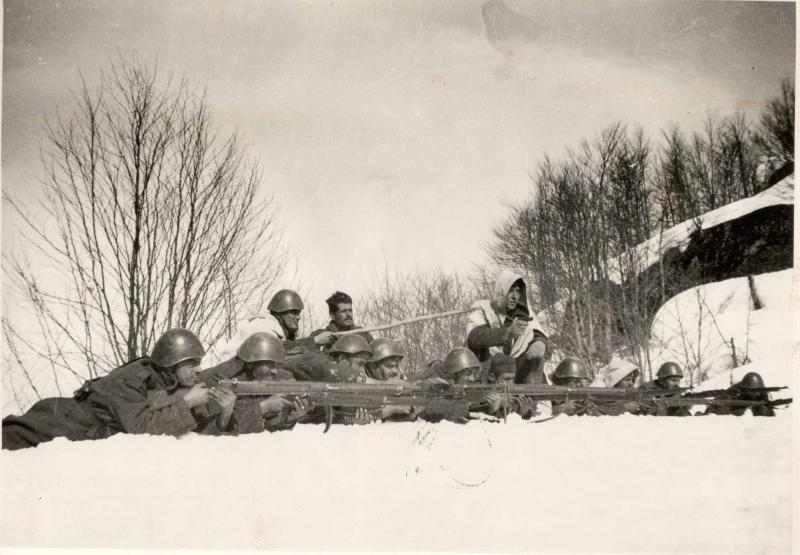
Unità dell'esercito greco durante l'offensiva di primavera italiana

Le pessime prestazioni dell'esercito ellenico nella guerra del 1897 portarono a un importante programma di riforma sotto l'amministrazione di Georgios Theotokis (1899–1901, 1903–1904 e 1906–1909). Nel 1904 venne emanato un nuovo Statuto di organizzazione dell'esercito (rivisto nel 1910), vennero effettuati acquisti di nuovo materiale di artiglieria (compreso il cannone da 75 mm Schneider-Danglis Mle 06/09) e del fucile Mannlicher–Schönauer e una nuova uniforme da campo cachi venne introdotta nel 1908. La riforma venne accelerata dopo il colpo di Stato di Goudi del 1909.
Il nuovo governo sotto Eleftherios Venizelos portò una missione militare francese per addestrare l'esercito ellenico. Sotto la sua supervisione, i greci avevano adottato la divisione triangolare di fanteria come loro formazione principale, ma, cosa più importante, la revisione del sistema di mobilitazione permise al paese di schierare ed equipaggiare un numero di truppe molto maggiore di quello che aveva nel 1897: mentre gli osservatori stranieri stimavano una forza mobilitata di circa 50.000 uomini, l'esercito alla fine ne schierò 125.000, con altri 140.000 nella Guardia nazionale e nelle riserve.
Dopo le vittoriose guerre balcaniche, il paese raddoppiò il proprio territorio. Durante la prima guerra mondiale, un disaccordo tra il re Costantino e il primo ministro Eleftherios Venizelos causò uno scisma nazionale, ma alla fine una Grecia unita si unì agli Alleati nel 1917.
Come vincitrice della guerra, la Grecia annetté la Tracia occidentale ed orientale e nel 1919 sbarcò unità nell'Asia Minore, dando così inizio alla guerra greco-turca (1919-1922), ma venne sconfitta nel 1922.

### La seconda guerra mondiale
Il paese si unì alla seconda guerra mondiale con la parte alleata nell'ottobre 1940, quando il dittatore Ioannis Metaxas respinse un ultimatum italiano di Mussolini. Nella guerra greco-italiana, l'esercito ellenico respinse gli italiani e occupò gran parte dell'Albania meridionale, ma dopo un'invasione tedesca (Operazione Marita) cadde sotto il dominio dell'Asse.
Il governo greco in esilio, con unità dell'esercito, venne trasferito in Medio Oriente, dove continuò la guerra con gli Alleati.
Il sito web di Leo Niehorster mostra l'organizzazione superiore dell'esercito greco il 15 agosto 1940, con lo stato maggiore dell'esercito che supervisiona direttamente cinque corpi d'armata, tre divisioni e la fortezza di Salonicco.
Dopo la guerra, la Grecia incorporò il Dodecaneso. Presto la polarizzazione politica tra le forze di sinistra/comuniste e anticomuniste portò ad una guerra civile, che si concluse con la sconfitta comunista.

## Combattimenti
Nel corso della sua storia, l'esercito ellenico ha preso parte alle seguenti operazioni belliche:
- Guerra di indipendenza greca (1821-1830)
- Guerra greco-turca (1897)
- Prima guerra balcanica (1912–1913)
- Seconda guerra balcanica (1913)
- Prima guerra mondiale
  - Occupazione dell'Epiro settentrionale (1914-1917)
  - Campagna di Macedonia (1916–1918)
- Intervento alleato nella rivoluzione russa (1919)
- Guerra greco-turca (1919-1922)
- Seconda guerra mondiale (1940-1944)
  - Campagna italiana di Grecia (1940–1941)
  - Invasione tedesca e Battaglia di Creta (1941)
  - Campagna del Nordafrica (1941–1943)
  - Campagna d'Italia (1944)
- Guerra civile greca (1946-1949)
- Guerra di Corea (1950–1953)
- Invasione turca di Cipro (1974)
- Guerra del Kosovo (dal 1999)
- Guerra in Afghanistan (2001-2012)
- Guerra al terrorismo (dal 2001)

## Struttura

### Stato maggiore
- Stato maggiore della Difesa nazionale greca
  - Stato maggiore dell'esercito ellenico
Γενικό Επιτελείο Στρατού (ΓΕΣ)
    - Capo di stato maggiore dell'Esercito
Αρχηγός ΓΕΣ
    - Ispettore generale dell'Esercito
Γενικός Επιθεωρητής Στρατού / Διοικητής ΔΙΔΟΕΕ
    - 1º vice capo di stato maggiore dell'Esercito
A' Υπαρχηγός ΓΕΣ
    - 2º vice capo di stato maggiore dell'Esercito
Β' Υπαρχηγός ΓΕΣ

### Armi da combattimento e di supporto
- La maggior parte delle armi da combattimento sono chiamati "Arma" (Όπλον). Questo termine indica gli elementi militari che, più o meno, hanno una partecipazione diretta in combattimento.
- La maggior parte dei rami di supporto sono chiamati "Corpo" (Σώμα), con alcune eccezioni.

## Unità e formazioni dell'esercito
Dopo una profonda riorganizzazione che si è verificata negli ultimi dieci anni, che ha incluso la trasformazione della maggior parte delle formazioni di fanteria in Brigate Meccanizzate ed una parallela riduzione del personale, il comando superiore dell'esercito ellenico è lo Stato Maggiore dell'esercito ellenico.
Ci sono quattro principali comandi militari che sorvegliano tutte le unità dell'esercito,
- 1ª Armata, situata a Larissa, che include il IV Corpo d'armata, responsabile per la difesa dei confini settentrionali e orientali.
- Comando militare supremo degli interni e delle isole, con sede ad Atene con la missione di fornire copertura per le isole egee.
- Comando Militare Supremo di Supporto intraprendente vari compiti organizzativi e di logistica.
- Corpo Schierabile NATO, con sede a Salonicco, Macedonia

Anche se le divisioni esistono ancora, avendo il ruolo di comandi avanzati, l'esercito è organizzato principalmente in brigate, che seguono le tipiche standard NATO composte da cinque battaglioni, tre di manovra, uno d'artiglieria, uno di supporto e alcune altre formazione delle dimensioni di compagnia. Secondo gli ultimi sviluppi, fino al 2015, tutte le divisioni attive si dissolveranno, ma tutte le brigate acquisiranno altro battaglione di manovra, eliminando in gran parte la distinzione tra le formazioni meccanizzate e corazzate, creando così un nuovo tipo di brigata, che sarà chiamata Brigata d'Attacco.

## Personale

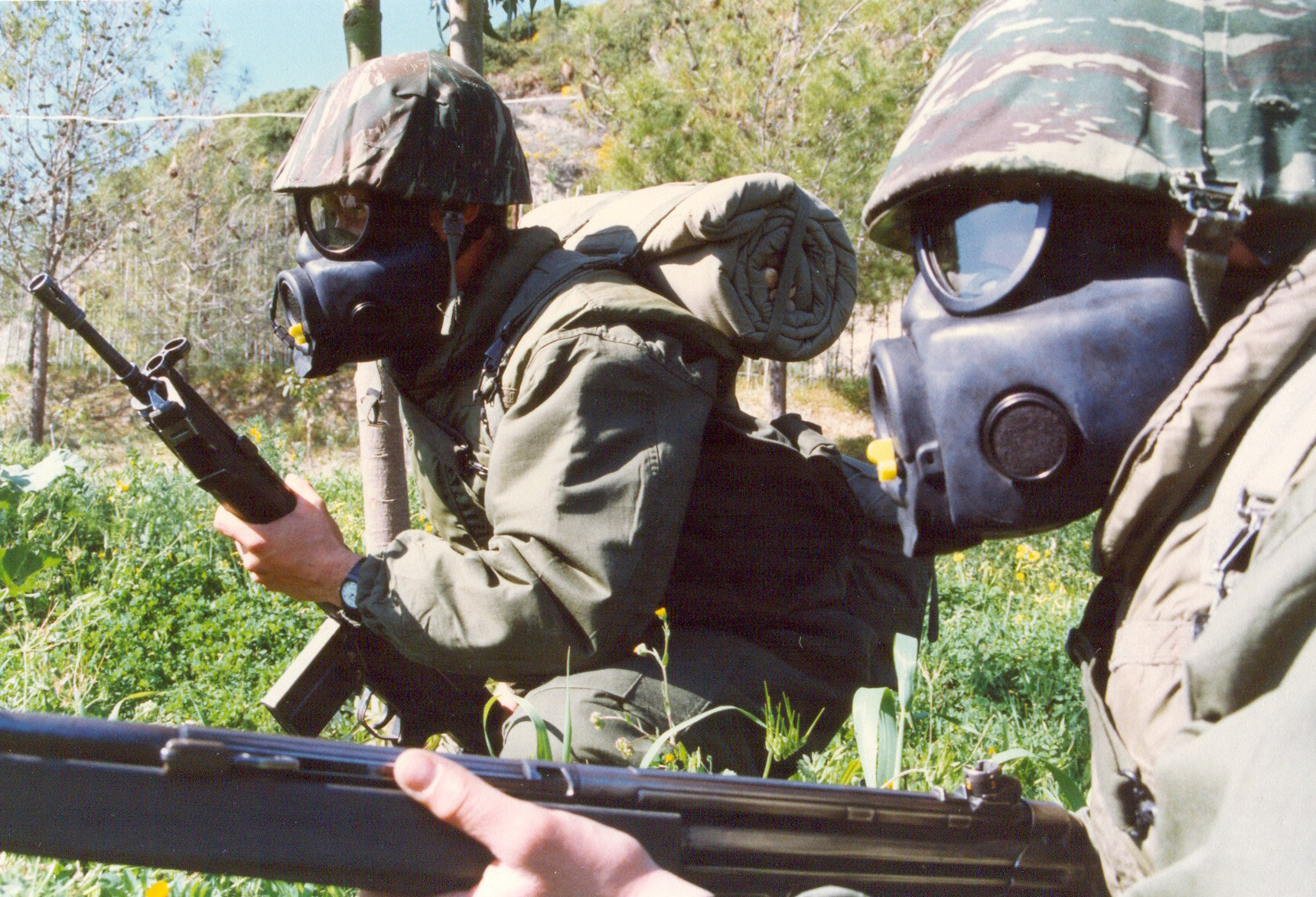
Personale greco con maschera antigas M17

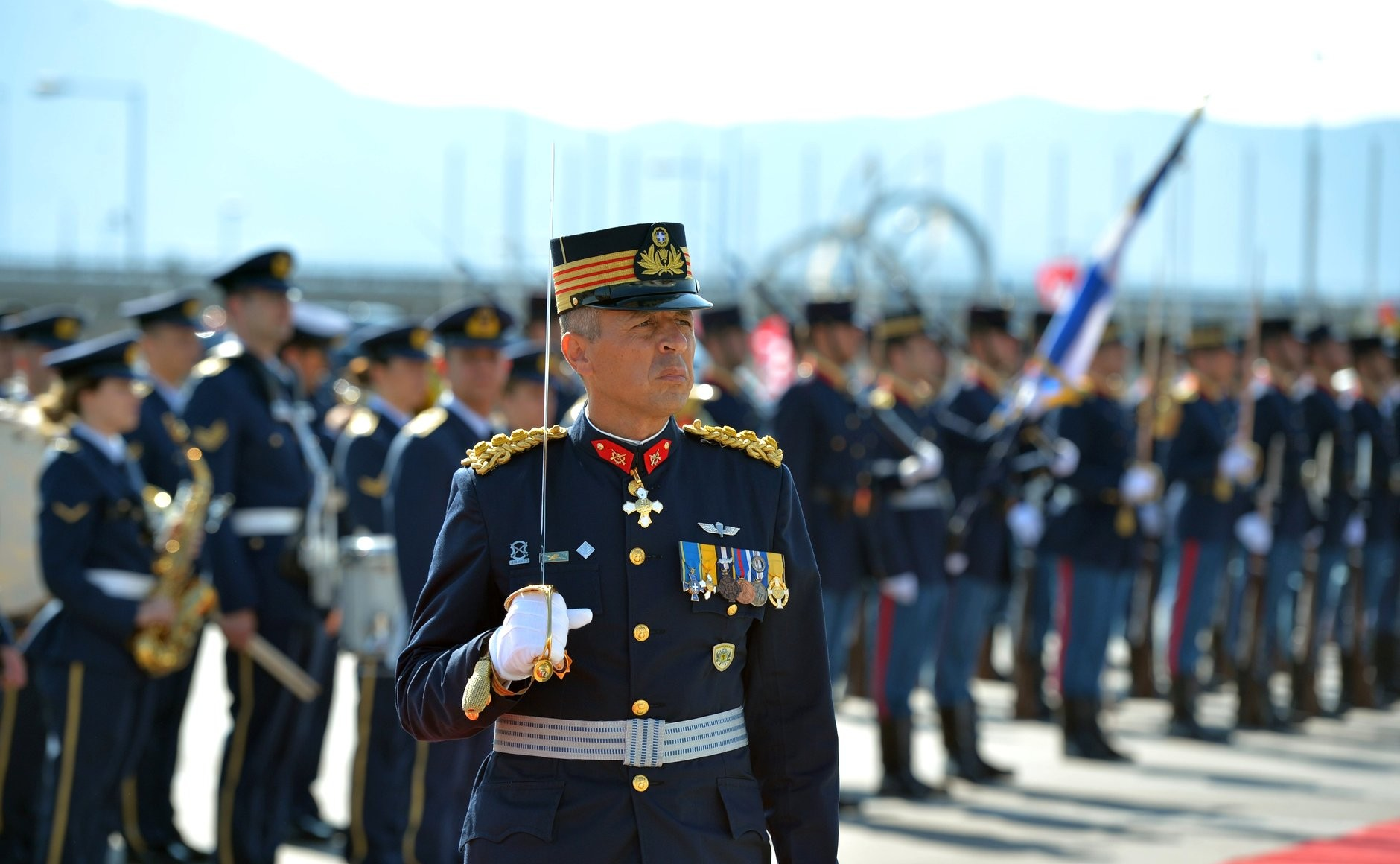
Colonnello dell'esercito in uniforme da cerimonia

Ci sono tre classi di personale nell'esercito ellenico, in particolare professionale, volontario e coscritto. Ci sono attualmente 90 000 uomini in servizio attivo, di cui 30 000 sono arruolati. A partire dal 2012, nella Repubblica ellenica è obbligatorio il servizio militare (coscrizione) di 9 mesi per tutti i maschi di età compresa tra 18 e 45 anni. I cittadini dimessi dal servizio attivo sono normalmente collocati nella riserva e soggetti a richiami periodici di 1-10 giorni a intervalli irregolari. I maschi greci di età compresa tra 18 e 60 anni che vivono in aree strategicamente sensibili possono anche richiedere di servire part-time nella Guardia Nazionale. Durante una mobilitazione la quantità di leva può superare i 180 000 uomini.
I coscritti, gli arruolati e i sottufficiali portano insegne di grado speciali per distinguerli dai volontari.
La maggior parte degli ufficiali professionisti si diploma all'Accademia militare Enelpidon ad Atene (Στρατιωτική Σχολή Ευελπίδων), e del Corpo Ufficiali dell'Accademia Militare di Salonicco (Στρατιωτική Σχολή Αξιωματικών Σωμάτων), mentre il resto si diploma in varie scuole militari in base alla loro specializzazione.
Nella catena di comando, i diplomati delle due accademie militari ad Atene e Salonicco sono considerati più elevati in anzianità rispetto agli ufficiali professionali dello stesso valore che si diplomano nelle scuole militari specializzate. Questi ultimi ufficiali sono seguiti in anzianità dai volontari, dai professionisti e, infine, dai coscritti.
Durante la guerra, i battaglioni dell'esercito ellenici sono comandati tramite un ufficiale di grado maggiore generale o se in una missione di combattimento da un altro stato che, in accordo con lo Stato greco, sarà comandato da un loro generale.

### Ufficiali
| Codice NATO | OF-10           | OF-9                | OF-8                        | OF-7                      | OF-6                 | OF-5                           | OF-4                                   | OF-3                     | OF-2             | OF-1                   | OF-1                          |
| ----------- | --------------- | ------------------- | --------------------------- | ------------------------- | -------------------- | ------------------------------ | -------------------------------------- | ------------------------ | ---------------- | ---------------------- | ----------------------------- |
| Grecia      | non equivalente |                     |                             |                           |                      |                                |                                        |                          |                  |                        |                               |
| Grecia      | non equivalente | Στρατηγός Stratigos | Αντιστράτηγος Antistratigos | Υποστράτηγος Ypostratigos | Ταξίαρχος Taxiarchos | Συνταγματάρχης Syntagmatarchis | Αντισυνταγματάρχης Antisyntagmatarchis | Ταγματάρχης Tagmatarchis | Λοχαγός Lochagos | Υπολοχαγός Ypolochagos | Ανθυπολοχαγός Anthypolochagos |

### Sottufficiali ed arruolati
| Codice NATO             | OR-9                                                    | OR-9                                                    | OR-9                                                    | OR-9                                                    | OR-9                                                    | OR-9                                                    | OR-8                    | OR-8                    | OR-7                   | OR-7                   | OR-6                   | OR-6           | OR-6           | OR-6           | OR-6                  | OR-6                  | OR-5            | OR-5            | OR-5            | OR-5            | OR-5            | OR-5            | OR-4              | OR-4              | OR-3                    | OR-3                    | OR-2            | OR-2            | OR-2            | OR-2            | OR-2            | OR-2            | OR-1                                                        | OR-1                         |
| ----------------------- | ------------------------------------------------------- | ------------------------------------------------------- | ------------------------------------------------------- | ------------------------------------------------------- | ------------------------------------------------------- | ------------------------------------------------------- | ----------------------- | ----------------------- | ---------------------- | ---------------------- | ---------------------- | -------------- | -------------- | -------------- | --------------------- | --------------------- | --------------- | --------------- | --------------- | --------------- | --------------- | --------------- | ----------------- | ----------------- | ----------------------- | ----------------------- | --------------- | --------------- | --------------- | --------------- | --------------- | --------------- | ----------------------------------------------------------- | ---------------------------- |
| Grecia (Professionisti) |                                                         |                                                         |                                                         |                                                         |                                                         |                                                         |                         |                         |                        |                        |                        |                |                |                |                       |                       | Non Equivalente | Non Equivalente | Non Equivalente | Non Equivalente | Non Equivalente | Non Equivalente |                   |                   |                         |                         | Non Equivalente | Non Equivalente | Non Equivalente | Non Equivalente | Non Equivalente | Non Equivalente | solo distintivo d'Arma/Corpo                                | solo distintivo d'Arma/Corpo |
| Grecia (Professionisti) | (ΣΜΥ) (SMY)                                             | (ΕΠΟΠ-ΕΜΘ) (EPOP-EMTh)                                  | (ΣΜΥ) (SMY)                                             | (ΕΠΟΠ-ΕΜΘ) (EPOP-EMTh)                                  | (ΣΜΥ) (SMY)                                             | (ΣΜΥ) (SMY)                                             | (ΣΜΥ) (SMY)             | (ΕΠΟΠ-ΕΜΘ) (EPOP-EMTh)  | (ΕΠΟΠ-ΕΜΘ) (EPOP-EMTh) | (ΕΠΟΠ-ΕΜΘ) (EPOP-EMTh) | (ΕΠΟΠ-ΕΜΘ) (EPOP-EMTh) | (ΟΒΑ) (OVA)    | (ΟΒΑ) (OVA)    | (ΟΒΑ) (OVA)    | (ΕΠΟΠ/ΟΒΑ) (EPOP/OVA) | (ΕΠΟΠ/ΟΒΑ) (EPOP/OVA) | Non Equivalente | Non Equivalente | Non Equivalente | Non Equivalente | Non Equivalente | Non Equivalente |                   |                   |                         |                         | Non Equivalente | Non Equivalente | Non Equivalente | Non Equivalente | Non Equivalente | Non Equivalente |                                                             |                              |
| Grecia (Professionisti) | Ανθυπασπιστής Anthypaspistis                            | Ανθυπασπιστής Anthypaspistis                            | Ανθυπασπιστής Anthypaspistis                            | Ανθυπασπιστής Anthypaspistis                            | Ανθυπασπιστής Anthypaspistis                            | Ανθυπασπιστής Anthypaspistis                            | Αρχιλοχίας Archilochias | Αρχιλοχίας Archilochias | Επιλοχίας Epilochias   | Επιλοχίας Epilochias   | Λοχίας Lochias         | Λοχίας Lochias | Λοχίας Lochias | Λοχίας Lochias | Λοχίας Lochias        | Λοχίας Lochias        | Non Equivalente | Non Equivalente | Non Equivalente | Non Equivalente | Non Equivalente | Non Equivalente | Δεκανέας Dekaneas | Δεκανέας Dekaneas | Υποδεκανέας Ypodekaneas | Υποδεκανέας Ypodekaneas | Non Equivalente | Non Equivalente | Non Equivalente | Non Equivalente | Non Equivalente | Non Equivalente | Στρατιώτης Stratiotis                                       | Στρατιώτης Stratiotis        |
| Grecia (di leva)        |                                                         |                                                         |                                                         |                                                         |                                                         |                                                         | Non Equivalente         | Non Equivalente         | Non Equivalente        | Non Equivalente        |                        |                |                |                |                       |                       | Non Equivalente | Non Equivalente | Non Equivalente | Non Equivalente | Non Equivalente | Non Equivalente |                   |                   |                         |                         | Non Equivalente | Non Equivalente | Non Equivalente | Non Equivalente | Non Equivalente | Non Equivalente |                                                             | Nessun distintivo            |
| Grecia (di leva)        | Δόκιμος Έφεδρος Αξιωματικός Dokimos Efedros Axiomatikos | Δόκιμος Έφεδρος Αξιωματικός Dokimos Efedros Axiomatikos | Δόκιμος Έφεδρος Αξιωματικός Dokimos Efedros Axiomatikos | Δόκιμος Έφεδρος Αξιωματικός Dokimos Efedros Axiomatikos | Δόκιμος Έφεδρος Αξιωματικός Dokimos Efedros Axiomatikos | Δόκιμος Έφεδρος Αξιωματικός Dokimos Efedros Axiomatikos | Non Equivalente         | Non Equivalente         | Non Equivalente        | Non Equivalente        | Λοχίας Lochias         | Λοχίας Lochias | Λοχίας Lochias | Λοχίας Lochias | Λοχίας Lochias        | Λοχίας Lochias        | Non Equivalente | Non Equivalente | Non Equivalente | Non Equivalente | Non Equivalente | Non Equivalente | Δεκανέας Dekaneas | Δεκανέας Dekaneas | Υποδεκανέας Ypodekaneas | Υποδεκανέας Ypodekaneas | Non Equivalente | Non Equivalente | Non Equivalente | Non Equivalente | Non Equivalente | Non Equivalente | Υποψήφιος Έφεδρος Βαθμοφόρος Ypopsifios Efedros Bathmoforos | Στρατιώτης Stratiotis        |

## Equipaggiamento

### Armi individuali
| Modello                | Immagine | Tipo                           | Calibro              | Origine          | Note                                                        |
| Pistole                | Pistole  | Pistole                        | Pistole              | Pistole          | Pistole                                                     |
| ---------------------- | -------- | ------------------------------ | -------------------- | ---------------- | ----------------------------------------------------------- |
| Colt M1911             |          | Pistola semiautomatica         | .45 ACP              | Stati Uniti      | [ 20 ]                                                      |
| Glock 17               |          | Pistola semiautomatica         | 9 × 19 mm Parabellum | Austria          | In servizio nelle forze speciali.                           |
| Pistole mitragliatrici |          |                                |                      |                  |                                                             |
| Heckler & Koch MP5     |          | Pistola mitragliatrice         | 9 × 19 mm Parabellum | Germania Grecia  | Prodotte localmente su licenza da EAS.                      |
| FN P90                 |          | Personal Defense Weapon        | FN 5,7 × 28 mm       | Belgio           | In servizio nelle forze speciali.                           |
| Fucili d'assalto       |          |                                |                      |                  |                                                             |
| M16                    |          | Fucile d'assalto               | 5,56 × 45 mm NATO    | Stati Uniti      | [ 22 ]                                                      |
| M4                     |          | Fucile d'assalto               | 5,56 × 45 mm NATO    | Stati Uniti      | [ 22 ]                                                      |
| Heckler & Koch G36     |          | Fucile d'assalto               | 5,56 × 45 mm NATO    | Germania         | In servizio nelle forze speciali.                           |
| Fucili da battaglia    |          |                                |                      |                  |                                                             |
| Heckler & Koch G3      |          | Fucile da battaglia            | 7,62 × 51 mm NATO    | Germania Grecia  | G3A3 e G3A4 prodotti su licenza da EAS. Fucile d'ordinanza. |
| Mitragliatrici         |          |                                |                      |                  |                                                             |
| Heckler & Koch HK11A1  |          | Mitragliatrice leggera         | 7,62 × 51 mm NATO    | Germania Grecia  | Prodotte localmente su licenza da EAS.                      |
| FN Minimi              |          | Mitragliatrice leggera         | 5,56 × 45 mm NATO    | Belgio Grecia    | Prodotte localmente su licenza da EAS.                      |
| Rheinmetall MG 3       |          | Mitragliatrice ad uso generale | 7,62 × 51 mm NATO    | Germania Grecia  | Prodotte localmente su licenza da EAS.                      |
| FN MAG                 |          | Mitragliatrice ad uso generale | 7,62 × 51 mm NATO    | Belgio           | [ 22 ]                                                      |
| Browning M2            |          | Mitragliatrice pesante         | 12,7 × 99 mm NATO    | Stati Uniti      | [ 27 ]                                                      |
| Fucili di precisione   |          |                                |                      |                  |                                                             |
| Heckler & Koch G3A3ZF  |          | Designated marksman rifle      | 7,62 × 51 mm NATO    | Germania Grecia  | Prodotti su licenza da EAS.                                 |
| Kefefs                 |          | Fucile di precisione           | 7,62 × 51 mm NATO    | Grecia           | [ 21 ]                                                      |
| M110                   |          | Fucile di precisione           | 7,62 × 51 mm NATO    | Stati Uniti      | [ 21 ]                                                      |
| Steyr SSG 08           |          | Fucile di precisione           | .338 Lapua           | Austria          | [ 21 ]                                                      |
| Barrett M82            |          | Fucile anti-materiale          | 12,7 × 99 mm NATO    | Stati Uniti      | [ 21 ]                                                      |
| Barrett M95            |          | Fucile anti-materiale          | 12,7 × 99 mm NATO    | Stati Uniti      | [ 21 ]                                                      |
| Lanciagranate          |          |                                |                      |                  |                                                             |
| M203                   |          | Lanciagranate                  | 40 mm                | Stati Uniti      |                                                             |
| M79                    |          | Lanciagranate                  | 40 mm                | Stati Uniti      | [ 28 ]                                                      |
| Heckler & Koch GMW     |          | Lanciagranate automatico       | 40 mm                | Germania Grecia  | Prodotti localmente su licenza da EAS.                      |
| Mk 19                  |          | Lanciagranate automatico       | 40 mm                | Stati Uniti      | In servizio in numero limitato.                             |
| Lanciarazzi            |          |                                |                      |                  |                                                             |
| Carl Gustav            |          | Cannone senza rinculo          | 84 mm                | Svezia           | Acquistati di seconda mano dalla Germania nel 1995.         |
| LRAC F1                |          | Cannone senza rinculo          | 89 mm                | Francia          | [ 33 ]                                                      |
| RPG-18                 |          | Lanciarazzi anticarro          | 64 mm                | Unione Sovietica | [ 34 ]                                                      |
| M72 LAW                |          | Lanciarazzi anticarro          | 66 mm                | Stati Uniti      | [ 35 ]                                                      |

### Artiglieria
| Modello                  | Immagine  | Calibro   | Origine          | In servizio | Note                                                                                          |
| Semoventi                | Semoventi | Semoventi | Semoventi        | Semoventi   | Semoventi                                                                                     |
| ------------------------ | --------- | --------- | ---------------- | ----------- | --------------------------------------------------------------------------------------------- |
| M109                     |           | 155 mm    | Stati Uniti      | 418         | 51 M109A1B, 82 M109A2, 50 M109GEA1, 223 M109GEA2 e 12 M109A5.                                 |
| PzH 2000                 |           | 155 mm    | Germania         | 24          | Acquistati nel 2001 e consegnati tra il 2003 e il 2004.                                       |
| M110A2                   |           | 203 mm    | Stati Uniti      | 145         |                                                                                               |
| Obici                    |           |           |                  |             |                                                                                               |
| 105 mm M101              |           | 105 mm    | Stati Uniti      | 214         |                                                                                               |
| OTO Melara 105 mm M56    |           | 105 mm    | Italia           | 19          |                                                                                               |
| M114A1                   |           | 155 mm    | Stati Uniti      | 230         |                                                                                               |
| Cannoni senza rinculo    |           |           |                  |             |                                                                                               |
| M40A1                    |           | 106 mm    | Stati Uniti      |             | [ 36 ]                                                                                        |
| Lanciarazzi multipli     |           |           |                  |             |                                                                                               |
| RM-70                    |           | 122 mm    | Rep. Ceca        | 116         | Acquistati nel 1994 di seconda mano dalla Germania. In fase di aggiornamento a RM-70 Vampire. |
| MLRS                     |           | 227 mm    | Stati Uniti      | 36          |                                                                                               |
| Mortai                   |           |           |                  |             |                                                                                               |
| M106                     |           | 107 mm    | Stati Uniti      | 257         |                                                                                               |
| Hirtenberger M6C-210     |           | 60 mm     | Austria Grecia   |             | Prodotti localmente su licenza da EAS.                                                        |
| E-44E 81                 |           | 81 mm     | Grecia           |             | [ 40 ]                                                                                        |
| M29                      |           | 81 mm     | Stati Uniti      |             | [ 41 ]                                                                                        |
| M30                      |           | 107 mm    | Stati Uniti      | 490         |                                                                                               |
| E56 120                  |           | 120 mm    | Grecia           |             | [ 21 ]                                                                                        |
| Artiglieria contraerea   |           |           |                  |             |                                                                                               |
| Rheinmetall MK 20 Rh 202 |           | 20 mm     | Germania         | 204         |                                                                                               |
| 23 mm ZU-23              |           | 23 mm     | Unione Sovietica | 523         | Acquistati dalla Germania all'inizio degli anni '90.                                          |
| Artemis 30               |           | 30 mm     | Grecia           | 16          |                                                                                               |

### Veicoli
| Modello                                 | Immagine     | Tipo                                  | Origine                   | In servizio  | Note |
| Carri armati                            | Carri armati | Carri armati                          | Carri armati              | Carri armati | Carri armati |
| --------------------------------------- | ------------ | ------------------------------------- | ------------------------- | ------------ | --- |
| Leopard 2A6HEL                          |              | Carro armato da combattimento         | Germania Grecia           | 170          | |
| Leopard 2A4                             |              | Carro armato da combattimento         | Germania                  | 183          | |
| Leopard 1A5                             |              | Carro armato da combattimento         | Germania                  | 501          | |
| M48A5 MOLF                              |              | Carro armato da combattimento         | Stati Uniti               | 375          | |
| Cacciacarri                             |              |                                       |                           |              | |
| M901 ITV                                |              | Cacciacarri                           | Stati Uniti               | 370          | |
| Veicoli da combattimento della fanteria |              |                                       |                           |              | |
| BMP-1A1 Ost                             |              | IFV                                   | Unione Sovietica Germania | ~115         | 501 BMP-1P acquistati dalla Germania nel 1993 e aggiornati a standard NATO, consegnati tra il 1994 e il 1995. 150 donati all'Iraq nel 2005, 92 venduti all'Egitto nel 2019 e 40 donati all'Ucraina nel 2022. |
| Marder 1A3                              |              | IFV                                   | Germania                  | 40           | 40 donati dalla Germania in cambio della donazione di 40 BMP-1 all'Ucraina, consegnati a partire da ottobre 2022. |
| Veicoli trasporto truppe                |              |                                       |                           |              | |
| M113                                    |              | APC                                   | Stati Uniti               | 1 846        | 266 M113A1 ottenuti aggiornando M113 in servizio: 250 ricevuti nel 1963, 15 nel 1971 e 1 nel 1976; 503 acquistati di seconda mano dagli Stati Uniti tra il 1965 e il 1992 e 265 dai Paesi Bassi negli anni '90. 313 M113A1G acquistati di seconda mano dalla Germania e ricevuti nel 1995 e nel 1998. 250 M113A2 consegnati negli anni '80, 202 tra il 2004 e il 2005 e altri 196 donati dagli Stati Uniti nel 2014. |
| ELVO Leonida 2                          |              | APC                                   | Austria Grecia            | 491          | |
| M1117 Armored Security Vehicle          |              | APC                                   | Stati Uniti               | 596          | 1 200 acquistati di seconda mano dagli Stati Uniti, ricevuti a partire dal 2021. |
| AAVP-7A1                                |              | APC anfibio                           | Stati Uniti               | 0            | 63 acquistati nel 2023. |
| Panhard VBL                             |              | Veicolo da ricognizione               | Francia                   | 242          | |
| M577                                    |              | Veicolo di comando                    | Stati Uniti               | 275          | |
| AAVC-7A1                                |              | Veicolo di comando anfibio            | Stati Uniti               | 0            | 9 acquistati nel 2023. |
| Veicoli per usi speciali                |              |                                       |                           |              | |
| Bergepanzer Buffel                      |              | Veicolo corazzato da recupero         | Germania                  | 12           | |
| Bergepanzer 2                           |              | Veicolo corazzato da recupero         | Germania                  | 43           | |
| M88A1                                   |              | Veicolo corazzato da recupero         | Stati Uniti               | 94           | |
| M578                                    |              | Veicolo corazzato da recupero         | Stati Uniti               | 113          | |
| AAVR-7A1                                |              | Veicolo corazzato da recupero anfibio | Stati Uniti               | 0            | 4 acquistati nel 2023. |
| M48 AVLB                                |              | Veicolo gettaponte                    | Stati Uniti               | 22           | |
| Biber                                   |              | Veicolo gettaponte                    | Germania                  | 10           | |
| Leopard 1 Leguan                        |              | Veicolo gettaponte                    | Germania                  | 16           | |
| Ribbon M812A1                           |              | Ponte galleggiante                    | Stati Uniti               |              | [ 50 ] |
| PMP                                     |              | Ponte galleggiante                    | Unione Sovietica          | >140         | Su piattaforma KrAZ-255B. |
| M992                                    |              | Veicolo portamunizioni                | Stati Uniti               |              | |
| Leopard 1V MP                           |              | Veicolo per lo sminamento             | Germania                  | 10           | Leopard 1V convertito in veicolo da sminamento con un aratro sminatore. |
| Leopard 1GR                             |              | Veicolo per lo sminamento             | Germania                  | 30           | Leopard 1GR convertito in veicolo da sminamento con un rullo sminatore. |
| Giant Viper                             |              | Veicolo per lo sminamento             | Regno Unito               |              | [ 36 ] |
| Leopard 1A5                             |              | Veicolo antincendio                   | Germania Grecia           | 3            | 3 Leopard 1A5 convertiti in veicoli antincendio installando un serbatoio da 12,5 tonnellate d'acqua e un cannone al posto della torretta. |
| Veicoli utility                         |              |                                       |                           |              | |
| M1025A2 HMMWV                           |              | Veicolo tattico leggero               | Stati Uniti Grecia        |              | Alcune prodotte localmente su licenza. |
| M1114 HMMWV                             |              | Veicolo tattico leggero               | Stati Uniti Grecia        |              | [ 54 ] |
| Mercedes-Benz Classe G                  |              | Veicolo multiruolo                    | Germania Grecia           | >8 000       | Prodotte su licenza da ELVO. |
| R-12D Flyer 1                           |              | All-terrain vehicle                   | Stati Uniti               |              | In servizio nelle forze speciali. |
| Polaris MRZR                            |              | All-terrain vehicle                   | Stati Uniti               | 4            | In servizio nelle forze speciali. |
| Mitsubishi L200                         |              | Automobile                            | Giappone                  | 15           | Utilizzati per il controllo delle frontiere. |
| Toyota Hilux                            |              | Automobile                            | Giappone                  | 20           | Utilizzati per il controllo delle frontiere. |
| Honda Transalp XL 600V                  |              | Motocicletta                          | Giappone                  |              | [ 59 ] |
| Yamaha TT 600                           |              | Motocicletta                          | Giappone                  |              | Un numero limitato è in servizio nelle forze speciali. |
| Autocarri                               |              |                                       |                           |              | |
| Steyr 680M                              |              | Autocarro                             | Austria Grecia            | ~12 000      | |
| M35 2½ t 6x6                            |              | Autocarro                             | Stati Uniti               | 150          | |
| Tatra 815                               |              | Autocarro                             | Rep. Ceca                 |              | [ 60 ] |
| Steyr 12M18                             |              | Autocarro                             | Austria Grecia            | 850          | Prodotti su licenza da ELVO. |
| Medium Tactical Vehicle Replacement     |              | Autocarro                             | Stati Uniti               | 73           | |
| Family of Medium Tactical Vehicles      |              | Autocarro                             | Stati Uniti               | 300          | |
| Oskhosh HEMTT                           |              | Autocarro                             | Stati Uniti               | 320          | |
| MAN KAT1                                |              | Autocarro                             | Germania                  |              | [ 21 ] |
| MAN TGS                                 |              | Autocarro                             | Germania                  | 13           | 20 acquistati. |
| Volvo F12                               |              | Trattore stradale                     | Svezia                    |              | [ 62 ] |
| Oshkosh M911                            |              | Trattore stradale                     | Stati Uniti               | >90          | |
| Steyr 40M60                             |              | Trattore stradale                     | Austria                   | 66           | |
| DAF 95                                  |              | Trattore stradale                     | Paesi Bassi               |              | [ 63 ] |
| Iveco Turbostar                         |              | Trattore stradale                     | Italia                    |              | [ 64 ] |

### Missili
| Modello           | Immagine          | Tipo                             | Origine           | Note                                                  |
| Missili anticarro | Missili anticarro | Missili anticarro                | Missili anticarro | Missili anticarro                                     |
| ----------------- | ----------------- | -------------------------------- | ----------------- | ----------------------------------------------------- |
| 9K111 Fagot       |                   | Missile filoguidato              | Unione Sovietica  | [ 65 ]                                                |
| MILAN             |                   | Missile filoguidato              | Francia Germania  | [ 66 ]                                                |
| BGM-71 TOW 2      |                   | Missile filoguidato              | Stati Uniti       | [ 67 ]                                                |
| 9K135 Kornet-E    |                   | Missile a guida laser            | Russia            | [ 68 ]                                                |
| AGM-114 Hellfire  |                   | Missile a guida laser            | Stati Uniti       | In uso sugli AH-64 e sugli OH-58.                     |
| Spike NLOS        |                   | Missile a guida radar            | Israele           | Acquistati nel 2023 per l'impiego sugli AH-64 Apache. |
| Missili antiaerei |                   |                                  |                   |                                                       |
| MIM-23B Hawk      |                   | Sistema SAM a medio raggio       | Stati Uniti       | [ 71 ]                                                |
| 9K33 Osa-M        |                   | Sistema SAM a corto raggio       | Unione Sovietica  | Acquistati di seconda mano dalla Germania nel 1992.   |
| 9K331 Tor-M1      |                   | Sistema SAM a corto raggio       | Russia            | [ 73 ]                                                |
| ASRAD-HELLAS      |                   | Sistema SAM a corto raggio       | Germania          | [ 74 ]                                                |
| FIM-92 Stinger    |                   | MANPADS                          | Stati Uniti       | [ 75 ]                                                |
| Missili balistici |                   |                                  |                   |                                                       |
| MGM-140 ATACMS    |                   | Missile balistico a corto raggio | Stati Uniti       | [ 36 ]                                                |

### Mezzi Aerei
Sezione aggiornata annualmente in base al World Air Force di Flightglobal del corrente anno. Tale dossier non contempla UAV, aerei da trasporto VIP ed eventuali incidenti accorsi durante l'anno della sua pubblicazione. Modifiche giornaliere o mensili che potrebbero portare a discordanze nel tipo di modelli in servizio e nel loro numero rispetto a WAF, vengono apportate in base a siti specializzati, periodici mensili e bimestrali. Tali modifiche vengono apportate onde rendere quanto più aggiornata la tabella.
| Aeromobile                     | Origine                             | Tipo                                                                    | Versione (denominazione locale) | In servizio (2024) | Note | Immagine |
| Aerei da trasporto             |                                     |                                                                         |                                 |                    | |          |
| Beechcraft C-12 Huron          | Stati Uniti                         | aereo da trasporto leggero                                              | C-12CC-12R/AP                   | 2                  | 1 C-12A ricevuto nel 1976 e aggiornato nel 1998 alla versione C-12C. 2 C-12R/AP ordinati nel 1999 e consegnati rispettivamente, il primo il 29 ottobre 2003 e il secondo il 4 novembre 2003. |          |
| Cessna U-17                    | Stati Uniti                         | aereo da trasporto leggero                                              | U-17A                           | 9                  | Consegnati tra il 1965 e il 1976. |          |
| Aeromobili a pilotaggio remoto |                                     |                                                                         |                                 |                    | |          |
| Sagem Sperwer                  | Francia                             | UAV tattico                                                             | Sperwer                         | 16                 | 4 sistemi da 4 velivoli ciascuno. |          |
| Aeronautics Defense Orbiter    | Israele                             | UAV tattico                                                             | Orbiter-3                       | 0                  | Acquistati nel 2023. |          |
| Safran Patroller               | Francia                             | UAV tattico                                                             | Patroller                       | 0                  | 4 Patroller acquistati il 21 giugno 2023. |          |
| Elicotteri                     |                                     |                                                                         |                                 |                    | |          |
| Boeing AH-64 Apache            | Stati Uniti                         | elicottero d'attacco                                                    | AH-64AAH-64D                    | 29                 | 20 AH-64A consegnati a partire dal 1995 e successivamente aggiornati allo standard AH-64+. 12 AH-64D Apache Longbow ordinati a settembre 2003 e consegnati a partire dal 2007. |          |
| Agusta-Bell 205                | Stati Uniti Italia                  | elicottero utility                                                      | AB-205A                         | 27                 | 40 AB-205A consegnati tra il 1974 e il 1979. |          |
| Boeing CH-47 Chinook           | Stati Uniti                         | elicottero da trasporto pesante                                         | CH-47DCH-47DGCH-47SD            | 25                 | 5 CH-47C consegnati nel 1981 e altri 4 trasferiti dall'aeronautica nel 1988, tutti aggiornati a CH-47D tra il 1994 e il 1995. Altri 7 CH-47D sono stati consegnati nel 2001. 7 CH-47SD consegnati nel 2001, più 11 CH-47D ex US Army consegnati a partire dal 2015. |          |
| NHIndustries NH90              | Italia Francia Germania Paesi Bassi | elicottero utility CSAR MedEvac                                         | NH90 TTH                        | 15                 | 20 NH90 TTH (16 da trasporto, 4 per operazioni speciali, più 4 kit per trasformare altrettanti esemplari da trasporto in elicotteri MedEvac) ordinati il 29 agosto 2003, con i primi esemplari consegnati a partire dal 7 giugno 2011. Rimasta bloccata per motivi di costi e per tassi di operatività non ottimali registrati dai primi esemplari consegnati, la commessa è stata sbloccata l'8 aprile 2021, con l'autorizzazione ad acquistare gli ultimi sei esemplari che rimanevano da consegnare. |          |
| Bell UH-1 Huey                 | Stati Uniti                         | elicottero utility                                                      | UH-1H                           | 63                 | 86 UH-1H consegnati a partire dal 1969. |          |
| Bell OH-58 Kiowa Warrior       | Stati Uniti                         | elicottero da ricognizione e attacco leggeroelicottero da addestramento | OH-58D                          | 57                 | 70 OH-58D ex US Army saranno trasferiti dal marzo del 2019, 36 dei quali hanno una suite completa di comunicazione/navigazione/armi e sono quindi pienamente operative, 24 hanno una suite di comunicazione/navigazione di base e saranno utilizzati per l'addestramento, mentre i restanti 10 verranno utilizzati come fonte di pezzi di ricambio. |          |
| Agusta-Bell AB-206             | Stati Uniti Italia                  | elicottero utility                                                      | AB-206B-3                       | 11                 | 15 AB-206B3 consegnati a partire dal 1979. |          |
| Nardi-Hughes NH-300            | Stati Uniti Italia                  | elicottero da addestramento                                             | NH-300C                         | 18                 | 20 NH-300C consegnati a partire dal 1985. |          |

### Aeromobili ritirati
- Bell 212

## Distintivi di grado
La struttura dei ranghi dell'esercito ellenico ha le sue radici nelle tradizioni militari inglesi e segue la scala gerarchica dei gradi della NATO. La posizione di Stratarchis  (Στρατάρχης, equivalente a feldmaresciallo o Generale dell'Esercito), è stata usato storicamente, ma non è più esistente. Venne inizialmente assegnato a re Costantino I per il suo comando nelle guerre balcaniche. Il grado venne successivamente assunto dai suoi successori fino all'abolizione della monarchia. L'unico ufficiale regolare per essere stato insignito del grado fu il generale Alexander Papagos il 28 ottobre, 1949.

## Uniformi e gradi militari
La struttura dei ranghi dell'esercito ellenico ha le sue radici nelle tradizioni militari inglesi e segue la scala gerarchica dei gradi della NATO. La posizione di Stratarchis  (Στρατάρχης, equivalente a feldmaresciallo o Generale dell'Esercito), è stata usato storicamente, ma non è più esistente. Venne inizialmente assegnato a re Costantino I per il suo comando nelle guerre balcaniche. Il grado venne successivamente assunto dai suoi successori fino all'abolizione della monarchia. L'unico ufficiale regolare per essere stato insignito del grado fu il generale Alexander Papagos il 28 ottobre, 1949, dopo aver vinto la guerra civile greca.
Distintivi di grado degli ufficiali generali dell'esercito greco durante la monarchia
| Codice NATO | OF-10                  | OF-9                | OF-8                        | OF-7                      | OF-6                 | OF-5                           | OF-4                                   | OF-3                     | OF-2             | OF-1                   | OF-1                          |
| ----------- | ---------------------- | ------------------- | --------------------------- | ------------------------- | -------------------- | ------------------------------ | -------------------------------------- | ------------------------ | ---------------- | ---------------------- | ----------------------------- |
| Grecia      | [ 96 ]                 | [ 97 ]              | [ 97 ]                      | [ 97 ]                    | [ 97 ]               |                                |                                        |                          |                  |                        |                               |
| Grecia      | Στρατάρχης Stratarchis | Στρατηγός Stratigos | Αντιστράτηγος Antistratigos | Υποστράτηγος Ypostratigos | Ταξίαρχος Taxiarchos | Συνταγματάρχης Syntagmatarchis | Αντισυνταγματάρχης Antisyntagmatarchis | Ταγματάρχης Tagmatarchis | Λοχαγός Lochagos | Υπολοχαγός Ypolochagos | Ανθυπολοχαγός Anthypolochagos |

Distintivi di grado di sottufficiali ed arruolati durante la monarchia
| Codice NATO             | OR-9                         | OR-8            | OR-7                    | OR-6                 | OR-5            | OR-4           | OR-3              | OR-2                       | OR-1                       |
| ----------------------- | ---------------------------- | --------------- | ----------------------- | -------------------- | --------------- | -------------- | ----------------- | -------------------------- | -------------------------- |
| Grecia (Professionisti) |                              | Non equivalente |                         |                      | Non equivalente |                |                   | Nessun distintivo di grado | Nessun distintivo di grado |
| Grecia (Professionisti) | Ανθυπασπιστής Anthypaspistis |                 | Αρχιλοχίας Archilochias | Επιλοχίας Epilochias |                 | Λοχίας Lochias | Δεκανέας Dekaneas | Στρατιώτης Stratiotis      | Στρατιώτης Stratiotis      |
| Grecia (Professionisti) |                              |                 |                         |                      |                 |                |                   |                            |                            |